# Brice Catherin

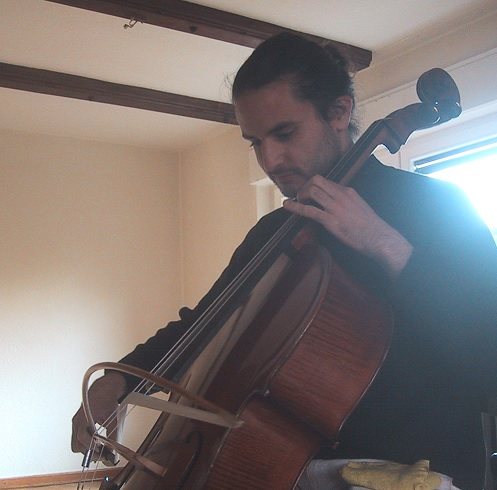
Brice Catherin, Cello mit BACH.Bogen

Brice Catherin (* 16. Oktober 1981 in Brüssel, Belgien) ist ein französischer Komponist und Cellist.

## Werdegang
Catherin studierte Cello an der Haute Ecole de Musique im Schweizer Lausanne bei Marc Jaermann und schloss das Studium im Jahr 2004 ab. Zur gleichen Zeit studierte er Komposition an der Haute École de Musique in Genf bei Michael Jarrell, Luis Naón und Éric Daubresse. Er erhielt sein Diplom im Jahr 2005. Im darauffolgenden Jahr studierte er an der Musikhochschule in Basel bei Roland Moser.
Ab 2005 gab Brice Catherin Konzerte als Cellist, Komponist und Improviser in Europa, Japan, Russland, Island und Kanada. Er komponierte ungefähr 80 Werke für Solisten und auch für große Besetzungen, mit einer Aufführungsdauer von zehn Minuten bis zehn Stunden. Er beauftragte andere Komponisten, Werke für Cello und Ensembles für ihn zu schreiben, unter anderem Dror Feiler, Christian Rosset, Evis Sammoutis, Patricia Bosshard, Baudoin de Jaer, Abby Swidler, Jacques Demierre, Arash Yazdani and Ludovic Thirvaudey.
Catherin arbeitete ebenso mit Künstlern unterschiedlicher Disziplinen zusammen: Tänzern (Foofwa d’Imobilité, Corina Pia, Judith Desse), Schriftstellern (Karelle Ménine), Schauspielern (Delphine Rosay), Resigeuren (David Bestue und Marc Vives, David OReilly (artist)) und Illustratoren (Yuichi Yokoyama).
Als Improvisator ist er bekannt geworden durch sein Konzept „improvisation laboratories“, das auf „erzwungene“ Improvisationen fokussiert, wie zum Beispiel „Spiele ein Instrument, das du nicht kennst“, „Spiele ein Gebäude“, „Improvisiere Musik für ein Cartoon“ oder „Kombiniere Barockmusik mit freier Improvisation“.

## Eigene Kompositionen für Cello mit Rundbogen
- Sequences (2015)
- Mountain (2015)
- Winterreise für Cello und Ensemble (2010)
- Verklärte Nacht für Cello und Ensemble (2012)

## Diskographie
- 2007 – Opus 69 (mit Illustrator Baladi, la cafetière)
- 2008 – Guns'n'noises (mit Bristophe, limited edition, akouphène)
- 2009 – Nos meilleurs Stockhausen (live recording von vier Werken Stockhausens Aus den sieben Tagen, insubordinations netlabel)
- 2012 – Dismissed Frankenstein – Bristophe (Pan y Rosas)
- 2012 – Winterreise – Brice Catherin (Pan y Rosas)
- 2012 – Number 3 – Brice Catherin (Pan y Rosas)
- 2013 – le fils de la prophétesse – Εἰρήνη, Χρόνος (with Bristophe) (Pan y Rosas)
- 2013 – die ersten zwei Kirchen – Bristophe (Pan y Rosas)
- 2014 – Super Play Station 3 Turbo : Dada – Brice Catherin (Absence of Wax)
- 2014 – Early Works – Brice Catherin (Pan y Rosas)
- 2015 – an die Musik – Brice Catherin (Drone Sweet Drone)
- 2016 – Sequences – Brice Catherin (Pan y Rosas)
- 2016 – Best Hits – Brice Catherin (Pan y Rosas)